# 志田千陽
志田 千陽（しだ ちはる、1997年4月29日 - ）は、日本の女子バドミントン選手。秋田県南秋田郡八郎潟町出身。所属は再春館製薬所。2024年パリオリンピックの女子ダブルス銅メダリスト。2015年から組む松山奈未と共に「シダマツ」ペアとして知られている。

## 経歴・人物
秋田県南秋田郡八郎潟町出身。実家は曹洞宗寺院の清源寺であり、父が住職を務めている。
千陽は八郎潟町立八郎潟小学校に入学し、地元のジュニアバドミントンクラブである八郎潟レイクジュニアに入団し、姉とバドミントン競技を始める。3人姉弟の次女で、3歳上の姉・裕喜子は2016ミス･ユニバース･ジャパン秋田大会ファイナリスト、千陽の2歳下の弟がいる。
小学校5年次には『第17回全国小学生バドミントン選手権大会』（島根県出雲市：島根県立浜山体育館）の5年生女子シングルスに秋田県代表として出場し、準決勝で福井県代表の山口茜に敗れたが3位入賞を果たしている。
中学校進学に際しては地元の八郎潟町を離れ、中高一貫校でありスポーツ強豪校でもある青森山田中学校へ入学することを決断し、青森県へ単身転居した。中学生時代には3年次に出場した2012年の『第42回全国中学校バドミントン大会』（千葉県船橋市：船橋アリーナ）の女子ダブルスにて斉藤ひかりとペアを組み優勝している。
青森山田高等学校に上がってからは3年次の2015年の「平成27年度全国高等学校総合体育大会バドミントン競技」の女子ダブルスにて小田菜摘とのペアで優勝を果たしている。
また、同年の『2015年世界ジュニアバドミントン選手権大会』（ペルー・リマ）の日本代表に選出され、女子ダブルスでは九州国際大学付属高等学校の松山奈未とのペアで、混合ダブルスでは埼玉栄高等学校の森岡秀斗とのペアでそれぞれ出場し、共に準決勝で敗れて銅メダルを獲得。この大会で初ペアを組んだ松山とはその後ダブルスのペアを組むことになる。
2016年に再春館製薬所に入社し、同社バドミントン部所属選手として活動。1期下の松山奈未が翌年に同社に入社したことで本格的にダブルスペアとしてチームの主力となる。松山とのペアでは2021年にインドネシア・マスターズ、2022年にインドネシア・オープンでそれぞれ優勝し、2023年に世界ランキングも2位と上位をキープする存在となる。
2024年パリオリンピックでは準決勝で中華人民共和国の譚寧／劉聖書ペアに敗れたが、3位決定戦でマレーシアのパーリー・タン／ムラリタラン・ティナアに2-0で勝利し、銅メダルを獲得した。

## エピソード
明るく天真爛漫な性格や振る舞いが知られている。乃木坂46や日向坂46の熱狂的なファンで、特に山下美月が大好きで言動からガチオタと言われている。

## 主な戦績

### 世界ジュニア選手権
女子ダブルス
| 年   | 開催地 | パートナー | 対戦相手         | スコア              | 結果 |
| ---- | ------ | ---------- | ---------------- | ------------------- | ---- |
| 2015 | リマ   | 松山奈未   | Du Yue Li Yinhui | 17–21, 21–14, 12–21 | 3    |

混合ダブルス
| 年   | 開催地 | パートナー | 対戦相手      | スコア      | 結果 |
| ---- | ------ | ---------- | ------------- | ----------- | ---- |
| 2015 | リマ   | 森岡秀斗   | 鄭思維 陳清晨 | 8–21, 12–21 | 3    |

### アジアユースU19選手権
女子ダブルス
| 年   | 開催地   | パートナー | 対戦相手      | スコア       | 結果 |
| ---- | -------- | ---------- | ------------- | ------------ | ---- |
| 2015 | バンコク | 松山奈未   | 陳清晨 賈一凡 | 11–21, 16–21 | 3    |

### BWFワールドツアー
女子ダブルス
| 年   | 大会                          | パートナー | 対戦相手                              | スコア              | 結果 |
| ---- | ----------------------------- | ---------- | ------------------------------------- | ------------------- | ---- |
| 2018 | シンガポール・オープン        | 松山奈未   | 櫻本絢子 高畑祐紀子                   | 21–16, 22–24, 13–21 | 2    |
| 2018 | ジャパン・マスターズ          | 松山奈未   | 櫻本絢子 高畑祐紀子                   | 21–23, 11–21        | 2    |
| 2018 | ベトナム・オープン            | 松山奈未   | 新玉美郷 渡邉あかね                   | 18–21, 19–21        | 2    |
| 2018 | インドネシア・マスターズ      | 松山奈未   | 櫻本絢子 高畑祐紀子                   | 21–11, 19–21, 20–22 | 2    |
| 2018 | 台北オープン                  | 松山奈未   | 栗原文音 篠谷菜留                     | 21–10, 21–17        | 1    |
| 2019 | スペイン・マスターズ          | 松山奈未   | 金昭映 孔熙容                         | 21–23, 21–15, 17–21 | 2    |
| 2019 | スイス・オープン              | 松山奈未   | Chang Ye-na Jung Kyung-eun            | 16–21, 13–21        | 2    |
| 2019 | USオープン                    | 松山奈未   | 白荷娜 Jung Kyung-eun                 | 21–16, 21–16        | 1    |
| 2019 | 韓国マスターズ                | 松山奈未   | 松友美佐紀 髙橋礼華                   | 15–21, 21–17, 21–18 | 1    |
| 2021 | インドネシア・マスターズ      | 松山奈未   | 鄭娜銀 金慧貞                         | 21–9, 21–11         | 1    |
| 2021 | インドネシア・オープン        | 松山奈未   | グレイシア・ポリイ アプリヤニ・ラハユ | 21–19, 21–19        | 1    |
| 2021 | BWFワールドツアーファイナルズ | 松山奈未   | 金昭映 孔熙容                         | 14–21, 14–21        | 2    |
| 2022 | 全英オープン                  | 松山奈未   | 張殊賢 鄭雨                           | 21–13, 21–9         | 1    |
| 2022 | タイ・オープン                | 松山奈未   | 松本麻佑 永原和可那                   | 17–21, 21–15, 26–24 | 1    |
| 2022 | インドネシア・オープン        | 松山奈未   | 福島由紀 廣田彩花                     | 18–21, 21–14, 21–17 | 1    |
| 2022 | マレーシア・マスターズ        | 松山奈未   | 陳清晨 賈一凡                         | 11–21, 12–21        | 2    |
| 2023 | インド・オープン              | 松山奈未   | 陳清晨 賈一凡                         | 不戦勝              | 1    |
| 2023 | ドイツ・オープン              | 松山奈未   | 白荷娜 李紹希                         | 19–21, 15–21        | 2    |
| 2023 | カナダ・オープン              | 松山奈未   | 松本麻佑 永原和可那                   | 22–20, 21–16        | 1    |
| 2023 | デンマーク・オープン          | 松山奈未   | 陳清晨 賈一凡                         | 16–21, 13–21        | 2    |
| 2023 | 中国マスターズ                | 松山奈未   | 福島由紀 廣田彩花                     | 21–18, 21–11        | 1    |
| 2024 | フランス・オープン            | 松山奈未   | 陳清晨 賈一凡                         | 12–21, 21–19, 22–24 | 2    |
| 2024 | 全英オープン                  | 松山奈未   | 福島由紀 廣田彩花                     | 19–21, 21–11, 17–21 | 2    |
| 2024 | シンガポール・オープン        | 松山奈未   | 陳清晨 賈一凡                         | 15–21, 12–21        | 2    |
| 2024 | BWFワールドツアーファイナルズ | 松山奈未   | 白荷娜 李紹希                         | 19–21, 14–21        | 2    |
| 2025 | 全英オープン                  | 松山奈未   | 福島由紀 松本麻佑                     | 21-16, 14–21, 21–17 | 1    |

### BWFインターナショナルチャレンジ/シリーズ
女子ダブルス
| 年   | 大会                       | パートナー | 対戦相手          | スコア              | 結果 |
| ---- | -------------------------- | ---------- | ----------------- | ------------------- | ---- |
| 2016 | Vietnam International      | 福島由紀   | 田中志穗 米元小春 | 28–26, 21–15        | 1    |
| 2016 | Spanish International      | 福島由紀   | 廣田彩花 小野菜保 | 14–21, 21–13, 19–21 | 2    |
| 2017 | Smiling Fish International | 松山奈未   | 星千智 篠谷菜留   | 21–19, 21–14        | 1    |

混合ダブルス
| 年   | 大会                   | パートナー   | 対戦相手      | スコア       | 結果 |
| ---- | ---------------------- | ------------ | ------------- | ------------ | ---- |
| 2018 | 大阪インターナショナル | 久保田友之祐 | 金元昊 李幽琳 | 17–21, 12–21 | 2    |

  BWFインターナショナルチャレンジ
  BWFインターナショナルシリーズ